# Ioan Traianescu
Ioan Traianescu, scris și Ion/Ioan Trajanescu, (n. 1875 – d. 1964) a fost un arhitect român.
A realizat clădiri precum Palatul Ligii Culturale, Biserica Belvedere din București, Mănăstirea Govora, Catedrala Mitropolitană din Timișoara, Biserica Sfântul Gheorghe din Tecuci, Catedrala Ortodoxă din Turda etc.
A proiectat ansamblul de locuințe individuale construite în parcelarea Floreasca de Societatea Comunală de Locuințe Ieftine din București precum și cele din Parcelarea Șerban Vodă.
A conceput Grupul statuar „Traian” din Brăila și Monumentul Eroilor (1877 - 1878; 1916 - 1918) din Pitești.

## Decorații
- Semnul Onorific „Răsplata Muncii pentru 25 ani în Serviciul Statului” (13 octombrie 1941)[4]